# Reprezentacja Nowej Zelandii w hokeju na lodzie mężczyzn
Reprezentacja Nowej Zelandii w hokeju na lodzie mężczyzn – zespół hokeja na lodzie znany jako Ice Blacks, reprezentujący Nową Zelandię, powoływany przez selekcjonera, w której występować mogą wszyscy zawodnicy posiadający obywatelstwo nowozelandzkie. Za jej funkcjonowanie odpowiedzialny jest Nowozelandzki Związek Hokeja na Lodzie.

## Historia
Od 1977 roku jest IIHF, jednak swój pierwszy mecz międzypaństwowy rozegrała dopiero w 15 marca 1987 roku, przegrywając w Perth 35:2 z reprezentacją Korei Południowej. Największym sukcesem tej reprezentacji jest trzykrotne mistrzostwo III dywizji (2003, 2007, 2009).
Dotychczas nie wystartowali w igrzyskach olimpijskich, a na mistrzostwach świata startują od 1987 roku. Jest jedną z trzech drużyn Oceanii (obok reprezentacji Australii oraz reprezentacji Makau), która uczestniczy w mistrzostwach świata.

## Obecny skład
Skład w 2013 roku.
- Trener: Andreas Kaisser

| Poz. | Numer | Zawodnik                           | Klub                   |
| ---- | ----- | ---------------------------------- | ---------------------- |
| BR   | 1     | Michael Coleman (2 lutego 1991)    | Canterbury Red Devils  |
| BR   | 20    | Jaden Pine-Murphy (2 marca 1990)   | Melbourne Ice          |
| OB   | 2     | Jamie Lawrence (17 grudnia 1992)   | Canterbury Red Devils  |
| OB   | 4     | Aaron Henderson (29 kwietnia 1995) | Botany Swarm           |
| OB   | 12    | Mitchell Frear (12 września 1993)  | Dunedin Thunder        |
| OB   | 13    | Andrew Hay 5 czerwca 1985          | Botany Swarm           |
| OB   | 14    | Gareth McLeish (3 lipca 1988)      | West Auckland Admirals |
| OB   | 16    | Berton Haines (25 września 1980)   | Southern Stampede      |
| NA   | 17    | Luke Pickering (4 sierpnia 1993)   | Dunedin Thunder        |
| OB   | 19    | Regan Wilson (15 marca 1993)       | Dunedin Thunder        |
| NA   | 3     | Charlie Huber (13 maja 1988)       | Adelaide Adrenaline    |
| NA   | 6     | Frazer Ellis (29 marca 1996)       | West Auckland Admirals |
| NA   | 7     | Oliver Hay (21 maja 1997)          | Botany Swarm           |
| NA   | 10    | Nicholas Henderson (5 lipca 1990)  | West Auckland Admirals |
| NA   | 11    | Jeremy Chai (2 grudnia 1990)       | West Auckland Admirals |
| NA   | 16    | Callum Burns (23 listopada 1996)   | Southern Stampede      |
| NA   | 21    | Joshua Hay (2 grudnia 1988)        | Botany Swarm           |
| NA   | 22    | Ryan Lee (10 lutego 1987)          | Melbourne Sharks       |
| NA   | 23    | Nick Craig (3 listopada 1990)      | West Auckland Admirals |
| NA   | 24    | Andrew Cox (6 września 1990)       | Perth Thunder          |

## Wyniki na Mistrzostwach Świata
- 1987: 27. miejsce (3.miejsce w Grupie D)
- 1989: 29. miejsce (5.miejsce w Grupie D)
- 1990-1994: Nie brała udziału
- 1995: 39. miejsce (10.miejsce w Grupie C2)
- 1996: Nieklasyfikowany (2.miejsce w Grupie D 1 grupy kwalifikacyjnej)
- 1997: Nieklasyfikowany (2.miejsce w nieoficjalnej Grupie E)
- 1998: 38. miejsce (6.miejsce w Grupie D)
- 1999: 38. miejsce (6.miejsce w Grupie D)
- 2000: 39. miejsce (6.miejsce w Grupie D)
- 2001: 39. miejsce (5.miejsce w II dywizji, Grupy A)
- 2002: 43. miejsce (3.miejsce w kwalifikacjach II dywizji)
- 2003: 41. miejsce (1.miejsce w III dywizji)
- 2004: 37. miejsce (5.miejsce w II dywizji, Grupy B)
- 2005: 38. miejsce (5.miejsce w II dywizji, Grupy A)
- 2006: 39. miejsce (6.miejsce w II dywizji, Grupy B)
- 2007: 41. miejsce (1.miejsce w III dywizji)
- 2008: 39. miejsce (6.miejsce w II dywizji, Grupy B)
- 2009: 41. miejsce (1.miejsce w III dywizji)
- 2010: 36. miejsce (4.miejsce w II dywizji, Grupy B)
- 2011: 32. miejsce (2.miejsce w II dywizji, Grupy A)
- 2012: 34. miejsce (6.miejsce w II dywizji, Grupy A)
- 2013: 36. miejsce (2.miejsce w II dywizji, Grupy B)
- 2014: 37. miejsce (3.miejsce w II dywizji, Grupy B)

## Bilans meczów z innymi reprezentacjami
- Stan na 25 maja 2009

| Rywale              | Mecze | Zwycięstwa | Remisy | Porażki | Bramki zdobyte | Bramki stracone |
| ------------------- | ----- | ---------- | ------ | ------- | -------------- | --------------- |
| Turcja              | 6     | 5          | 0      | 1       | 44             | 21              |
| Luksemburg          | 4     | 4          | 0      | 0       | 25             | 8               |
| Grecja              | 4     | 3          | 0      | 1       | 22             | 16              |
| Hongkong            | 2     | 2          | 0      | 0       | 38             | 0               |
| Irlandia            | 2     | 2          | 0      | 0       | 13             | 2               |
| Południowa Afryka   | 11    | 2          | 0      | 9       | 33             | 51              |
| Chińskie Tajpej     | 1     | 1          | 0      | 0       | 12             | 1               |
| Mongolia            | 1     | 1          | 0      | 0       | 10             | 1               |
| Meksyk              | 3     | 0          | 1      | 2       | 9              | 12              |
| Izrael              | 1     | 0          | 0      | 1       | 0              | 12              |
| Serbia i Czarnogóra | 1     | 0          | 0      | 1       | 2              | 20              |
| Litwa               | 1     | 0          | 0      | 1       | 2              | 21              |
| Wielka Brytania     | 1     | 0          | 0      | 1       | 0              | 26              |
| Rumunia             | 1     | 0          | 0      | 1       | 1              | 52              |
| Chiny               | 2     | 0          | 0      | 2       | 2              | 11              |
| Belgia              | 2     | 0          | 0      | 2       | 4              | 31              |
| Chorwacja           | 2     | 0          | 0      | 2       | 5              | 33              |
| Islandia            | 3     | 0          | 0      | 3       | 8              | 17              |
| Korea Północna      | 3     | 0          | 0      | 3       | 5              | 21              |
| Bułgaria            | 3     | 0          | 0      | 3       | 10             | 36              |
| Hiszpania           | 4     | 0          | 0      | 4       | 6              | 70              |
| Korea Południowa    | 6     | 0          | 0      | 6       | 5              | 99              |
| Australia           | 11    | 1          | 0      | 10      | 15             | 150             |